# Nancy Savoca
Nancy Savoca est une productrice, réalisatrice et scénariste américaine, née le 23 juillet 1959 dans le Bronx, New York (États-Unis).

## Filmographie

### comme réalisatrice
- 1989 : True Love
- 1991 : Dogfight (L'Amour n'est pas un jeu)
- 1993 : Household Saints
- 1995 : Dark Eyes (série télévisée)
- 1995 : Murder One: L'affaire Rooney ("Murder One") (série télévisée)
- 1999 : The 24 Hour Woman
- 2001 : Le Journal intime d'un homme marié ("The Mind of the Married Man") (série télévisée)
- 2002 : Reno: Rebel Without a Pause
- 2003 : Dirt

### comme scénariste
- 1989 : True Love
- 1993 : Household Saints
- 1999 : The 24 Hour Woman
- 2003 : Dirt

### comme productrice
- 2002 : Reno: Rebel Without a Pause